# Jambi (Baron)
Jambi is een bestuurslaag in het regentschap Nganjuk van de provincie Oost-Java, Indonesië. Jambi telt 2284 inwoners (volkstelling 2010).